# Distretto di Haigang
Il distretto di Haigang (海港区S, HǎigǎngP) è un distretto della Cina, situato nella provincia di Hebei e amministrato dalla prefettura di Qinhuangdao.